# Schuttannen
Die Schuttannen liegen in dem Gebiet der österreichischen Stadt Hohenems im Bundesland Vorarlberg und umfassen ein Naherholungsgebiet mit dazugehöriger Alpe. Die Alpe Schuttannen ist mit einer Weidefläche von 144 Hektar Teil der Hohenemser Alpen.

## Geografie

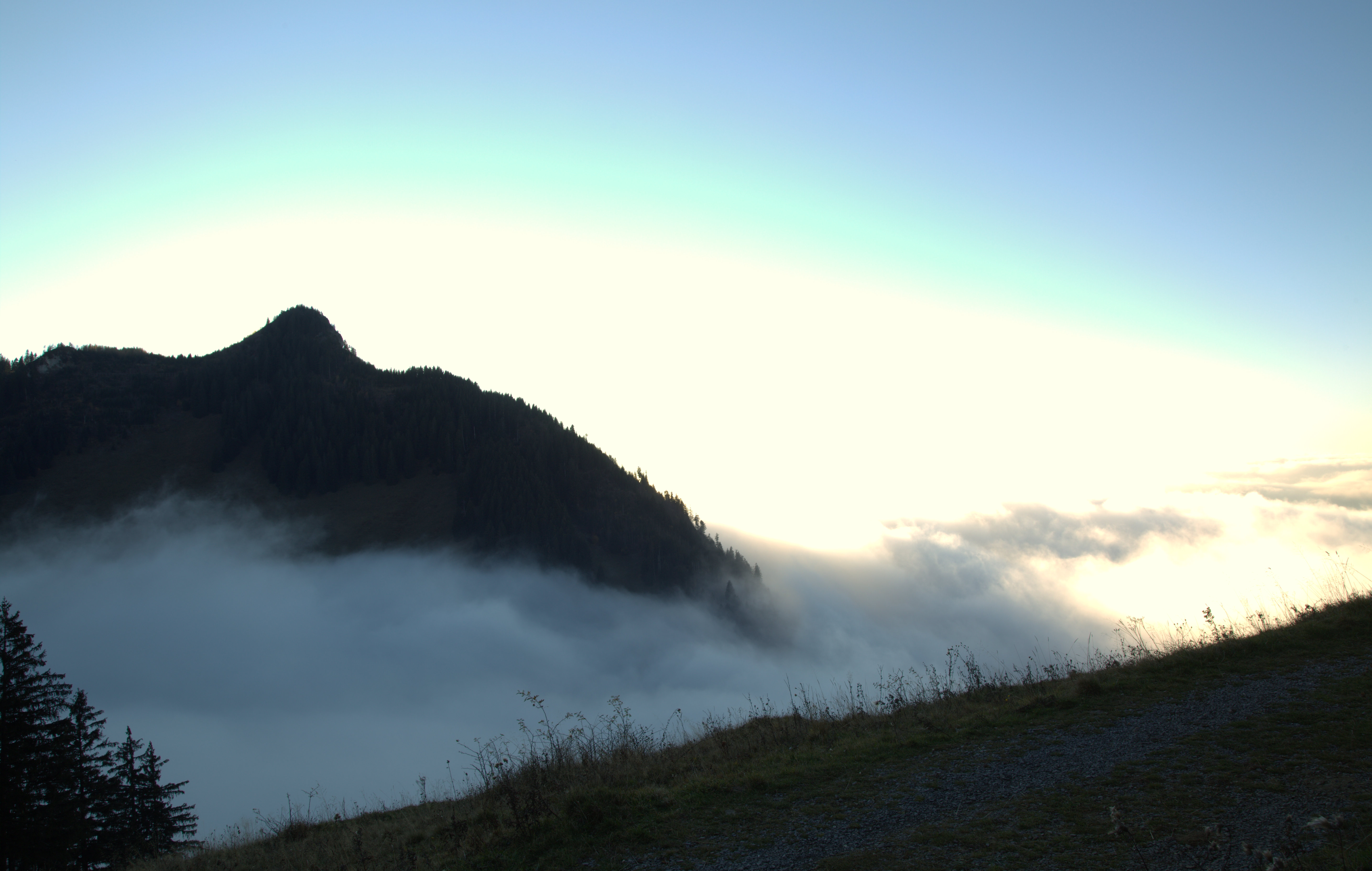
Der Weg in Richtung Staufen bei Nebel.

Ausgehend vom Stadtteil Emsreute sind die Schuttannen über die Schuttannenstraße zu erreichen und liegen auf einer Höhe von 1148 m. Das Gebiet ist umschlossen vom Bocksberg, Schwarzenberg, Staufen und dem Schönen Mann. Die Schuttannen liegen im westlichen Bregenzerwaldgebirge, die Berge rundherum sind die Schuttannenberge. Das dazugehörende Schigebiet ist aufgrund seiner Staulage als schneereich bekannt.

## Wortherkunft
Die Bezeichnung Schuttannen findet ihren Ursprung in einer Wettertanne. Diese soll so groß gewesen sein, „dass man sie von Dornbirn aus und von noch viel weiter“ gesehen haben soll.

## Alpwirtschaft
Schon im Jahr 1324 diente die Alpe Schuttannen dem Ritter Ulrich I. von Ems als Maisäß. Der Alpauftrieb findet Anfang bis Mitte Juni und der Alpabtrieb Ende September oder Anfang Oktober statt.

## Fremdenverkehr
Schon in den Zwanzigerjahren stellten die Schuttannen ein beliebtes Ziel für Schitourengeher dar. Im Jahr 1953 eröffnete der Schiverein Hohenems einen Schlepplift am Schwarzenberghang, im Jahr 1973 wurde ein zweiter Schlepplift mit der Bergstation Eulenwinkel von der Hohenemser Schiliftgesellschaft gebaut. Die an die Talstation des Schleppliftes angrenzende Wendelinshütte wird vom Alpenverein Hohenems betreut. Aufgrund der ganzjährigen Erreichbarkeit sind die Schuttannen ein beliebtes Wanderziel für Ausflüge zur Karrenseilbahn, auf die Hohe Kugel oder in das Ebnit.

## Straßenverbindung
Der öffentlich befahrbare Teil der Schuttannenstraße endet an der Alpe Schuttannen und wurde im Jahr 2015 durchgehend asphaltiert. Die Alpe Schuttannen wird von der Linie 175 des Landbus Unterland angefahren.